# Церковь Петра и Павла (Усть-Кулом)
Петропавловская церковь — комплекс двух церквей в селе Усть-Кулом Республики Коми. Второй церковью комплекса является храм Воскресения Христова.
Церковь построена после 1799 года и освящена 29 сентября 1811 года во имя святых апостолов Петра и Павла. В 1857 году рядом построен новый корпус и колокольня, 21 июня 1859 года освящённые во имя Воскресения Христова. В 1860 году на колокольню установили колокола из находившейся поблизости церкви Святителя Николая Мирликийского. 18 сентября 1867 года престол на первом этаже Воскресенской церкви освящён во имя Владимирской иконы Божией Матери. Пертропавловская церковь переосвящена после пожара в 1886 году.
При советской власти храм не действовал, в зданиях размещались пожарная часть, отделение ДОСААФ, гараж, склад. После возвращения церкви верующим службы возобновились 6 июня 2002 года.